# لایبین
لایبین (به ژوانگ: Laizbinh Si)(به چینی: 来宾市، به پین‌یین: Láibīn Shì) یک شهر در سطح ولایت در جمهوری خلق چین است که در منطقه خودمختار گوانگشی ژوانگ واقع شده‌است.

## خصوصیات
لایبین ۱۳٬۴۰۰ کیلومترمربع مساحت و ۲٬۴۹۸٬۲۳۶ نفر جمعیت دارد.
۷۳٪ جمعیت شهر را مردم ژوانگ، ۲۳٪ مردم هان و ۳٪ مردم یائو تشکیل می دهد.